# قوانین مورفی
قانون مورفی یک زبان زد رایج در فرهنگ غربی است که می‌گوید «هر خطایی ممکن است رخ دهد.» این جمله از «ادوارد مورفی»، مهندس نیروی هوایی و محقق «نظریه آشوب» آمریکایی است.
طبق این زبان زد همیشه همه چیزها در بدترین و نامناسبترین زمان به خطا می‌روند و کارها را لنگ می‌گذارند. معمولاً هنگامی که شخصی همواره بدشانسی می‌آورد او را مشمول قانون مورفی می‌نامند.
جمله «همه چیز ذاتاً دچار خطا و دردسر می‌شود مگر اینکه برای درستی آن تلاشی شده باشد».
قانون مورفی (گاهی با استنباط فیناگل یا قانون سُد در فرهنگ غرب اشتباه می‌شود) یک مثل معروف در فرهنگ غرب است که در زمان آزمایش واگن موشکی در اواخر دههٔ ۴۰ به وجود آمد. اصلی‌ترین پیامی که این قانون بیان می‌کند این است که در هر حالتی که احتمال خراب شدن یا خطا رفتن باشد بی‌شک روزی این اتفاق می‌افتد. «اگر راه‌های متفاوتی برای انجام کاری باشد که یکی از آنها به خرابی یا فاجعه بینجامد، حتماً یک نفر کار را به همان صورت انجام خواهد داد.» که معمولاً به این صورت بیان می‌شود: «خطای احتمالی رخ خواهد داد.» از نیکلاس اسپارک محقق و نویسندهٔ کتاب «تاریخی از قانون مورفی».
این نامگذاری طعنه‌آمیز در پی سرگرد ادوارد مورفی است که در مرکز نیروی هوایی ادوارد همراه گروه استَپ روی پروژهٔ MX۹۸۱ کار می‌کرد. او مدت کوتاهی به عنوان مهندس توسعه در فنون اندازه‌گیری با دکتر و سرهنگ جان پاول استَپ دوست و همسایهٔ سابقش روی پروژه واگن موشکی (rocket sled) مشارکت می‌کرد.
نیک اسپارک در پایان کتاب «تاریخی از قانون مورفی» بیان می‌کند که تفاوت خاطرات بعد از گذشت سال‌ها، اجازه مشخص کردن دقیق شخصی که در طول چندین ماه آزمایش دستگاه جدید اندازه‌گیری، این عبارت را با اصطلاح امروزی آن ابداع کرده نمی‌دهد، ولی این عبارت در انعکاس جمله‌ای که مورفی پس از شکست دستگاه اندازه‌گیریش گفته ابداع شده و به تدریج از حالت اولیه آن که در اولین کنفرانس سرهنگ استپ، سریع‌ترین مرد روی زمین، به کار رفت به حالت امروزی درآمده است.

## قانون
دیدگاه‌های مختلفی دربارهٔ منشأ دقیق قانون مورفی و جزئیات تشکیل اولیه آن وجود دارد که باعث نزاع‌های طولانی نیز شد. این تضادها در تحقیق اسپارک روی موضوع برجسته شد. کامل‌ترین بحثی که تمام نظرات را مورد بررسی قرار داد، کتاب «تاریخی از قانون مورفی» از اسپارک است که مقالهٔ چهار قسمتی‌اش را در مورد «تاریخچه تحقیق بدون احتمال» (Annals of Improbable Research (AIR) مستند و کامل می‌کند. از سال ۱۹۴۷ تا ۱۹۴۹ پروژه‌ای به نام MX۹۸۱ در منطقهٔ مورک (که بعداً به پایگاه نیروی هوایی ادوارد نامگذاری شد) برای آزمایش تحمل نیروی گرانش انسان هنگام کاهش سریع سرعت انجام شد. این آزمایش روی یک واگن که موشکی برای سرعت گرفتن و چندین ترمز هیدرولیک برای ایستادن روی آن سوار شده بود انجام می‌شد.
در ابتدا برای انجام آزمایش آدمک‌های را که در بررسی تصادفات استفاده می‌شوند به صندلی واگن می‌بستند، اما در آزمایش‌های بعدی توسط دکتر جان پاول استپ که در آن زمان سروان نیروی هوایی بود انجام شد. در حین این آزمایش‌ها در مورد میزان دقت ابزار استفاده شده برای اندازه‌گیری نیروی وارد شده به سروان استپ، سوالاتی مطرح شد. در این زمان مورفی استفاده از کشش‌سنج الکترونیکی را که به جایگاه سروان استپ بسته می‌شد، پیشنهاد کرد. مورفی به این نوع تحقیق علاقه‌مند بود و قبلاً تحقیق مشابهی برای اندازه‌گیری نیروهای دستگاه‌های سانتریفوژ پرسرعت انجام داده بود. دستیار مورفی اتصالات جایگاه را متصل کرد و آزمایش با یک شمپانزه انجام شد. اما حسگرهای بسته شده همه صفر را نشان می‌دادند و معلوم شد که دستیار مورفی، حسگرها را اشتباه وصل کرده بوده. در این زمان بود که مورفی این جمله را استفاده کرد و با اینکه پیشنهاد شد که آزمایش دوباره با اتصالات صحیح انجام شود، از گروه خارج شد. در مصاحبهٔ نیک اسپارک با جرج نیکُلس، مهندس دیگری که در آن گروه حضور داشت، نیکلس توضیح داد که مورفی دستیارش را مقصر این شکست شناخته و گفته‌است: «این مرد راهی برای اشتباه کردن داشته باشد، بی‌شک اشتباه می‌کند.». نظر نیکلس این است که این قانون در محاوره‌های افراد گروه به این صورت خلاصه شد که: «اگر بتواند بشود، می‌شود.» و برای تمسخر مورفی که از نظر نیکلس با خودخواهی گروه را ترک کرد، اینگونه نامگذاری شد. دیدگاه دیگری این قانون را به دکتر استپ نسبت می‌دهند. وی این قانون را در یک گفتگوی مطبوعاتی کمی پس از شکست آزمایش استفاده کرده‌است. دیگران، از جمله تنها فرزند بازماندهٔ مورفی، رابرت مورفی دیدگاه نیکلس را رد می‌کنند و ادعا دارند که استفادهٔ این عبارت از ادوارد مورفی آغاز شده‌است.

## معادل‌های قانون مورفی
برخی از این قوانین به شرح زیر هستند:
- فلسفهٔ مورفی

لبخند بزن… فردا روز بدتری است…
- قانون صف:

اگر شما از یک صف به صف دیگری رفتید، سرعت صف قبلی بیشتر از صف فعلی خواهد شد.
- قانون کارواش:

احتمال بارش باران نسبت مستقیم با روز شستن ماشین شما دارد.
- قانون تلفن:

اگر شما شماره‌ای را اشتباه گرفتید، آن شماره هیچ‌گاه اشغال نخواهد بود.
- قانون بینی:

بعد از اینکه دستتان حسابی گریسی شد، بینی شما شروع به خارش خواهد کرد.
- قانون کارگاه:

اگر چیزی از دستتان افتاد، قطعاً به پرت‌ترین گوشهٔ ممکن خواهد خزید.
- قانون دروغگویی:

اگر بهانهٔ دروغی‌تان پیش رئیس برای دیر آمدن، پنچر شدن ماشینتان باشد، روز بعد واقعاً به‌خاطر پنچر شدن ماشینتان دیرتان خواهد شد.
- قانون روبه‌رو شدن:

احتمال روبه‌رو شدن با یک آشنا وقتی که با کسی هستید که مایل نیستید با او دیده شوید، افزایش می‌یابد.
- قانون اثبات:

وقتی می‌خواهید به کسی ثابت کنید که یک ماشین کار نمی‌کند، کار خواهد کرد.
- قانون بیومکانیک:

نسبت خارش هر نقطه از بدن با میزان دسترسی آن نقطه نسبت عکس دارد.
- قانون قهوه:

قبل از اولین جرعه از قهوه داغتان، رئیستان از شما کاری خواهد خواست که تا سرد شدن قهوه طول خواهد کشید.
- قانون ترافیک:

وقتی در ترافیک گیر کرده‌ای، لاینی که تو در آن هستی دیرتر راه می‌افتد.
- قانون وسایل نقلیه:

وسایل نقلیه اعم از اتوبوس، قطار، هواپیما و … همیشه دیرتر از موعد حرکت می‌کنند، مگر آنکه شما دیر برسید؛ در این صورت درست سر وقت رفته‌اند.
- قانون اتوبوس:

مدت زیادی منتظر اتوبوس می‌مانی و خبری نیست. پس سیگاری روشن می‌کنی. به محض روشن شدن سیگار، اتوبوس می‌رسد (به عبارت ساده، اگر سیگار را روشن کنی اتوبوس می‌رسد. اگر برای زودتر رسیدنِ اتوبوس سیگار را روشن کنی اتوبوس دیرتر می‌آید).
- قانون کار:

اگر به نظر می‌رسد همهٔ چیزها خوب پیش می‌روند، حتماً چیزی را از قلم انداخته‌ای.
- قانون نتیجه:

احتمال بد پیش رفتن کارها نسبت مستقیم با اهمیت آن‌ها دارد.
- قانون تحویل پروژه:

وقتی موقع تحویل پروژه می‌رسد، دقیقاً همان روز مشکلی در آن پیدا می‌شود.
- قانون یادگیری:

شما چیزی را یادنمی‌گیرید، مگر بعد از این‌که امتحان آن را دادید.
- قانون جستجو:

هر وقت دنبال چیزی می‌گردید، همیشه در آخرین مکانی که جستجو می‌کنید، آن را می‌یابید.
- قانون خرید:

اهمیتی ندارد که چقدر دنبال جنسی بگردید، به محض اینکه آن را خریدید، آن را در مغازه دیگری ارزان‌تر خواهید یافت.
- قانون چیزهای خوب:

هر چیز خوب در زندگی یا غیرقانونی است یا غیراخلاقی یا چاق‌کننده.
- قانون ضایع شدن:

احتمال آنکه کاری را که انجام می‌دهید، دیگران ببینند، نسبت مستقیم دارد با میزان احمقانه بودن آن کار.
- قانون پمپ بنزین:

هنگام ورود به پمپ بنزین جایگاهی که انتخاب می‌کنید، کندتر و طولانی‌تر از جایگاه‌های دیگر خواهد بود.
- قانون لکه:

زمانی که می‌خواهید لکهٔ روی شیشهٔ پنجره را پاک کنید، لکه در سمت دیگر شیشه خواهد بود.
- قانون بقای کثیفی:

برای تمیز کردن هر چیزی، چیز دیگری باید کثیف شود.
- قانون دسترسی:

هرگاه چیزی را دور بیندازید، به محض آنکه دیگر به آن دسترسی نداشته باشید، به آن نیاز پیدا خواهید کرد.
- قانون صبحانه:

همیشه نان از طرفی که به آن کره مالیده‌اید روی زمین می‌افتد.
- قانون USB

همیشه یو اس بی دفعهٔ اول جا نمی‌رود حتی اگر جهتش درست باشه.
- قانون تعمیر:

زمانی که دستگاه معیوب خود را نزد تعمیرکار می‌برید، کاملاً درست و بی‌عیب کار خواهد کرد.
- قانون اجتناب:

اگر به هر دلیل در جایی قانون مورفی عمل نکند، قراره اتفاق خیلی بدتر و بزرگتری بیفتد.
- قانون خانم مورفی:

اگر چیزی خراب یا اشتباه بشود، حتماً تقصیر آقای مورفیه.
- قانون مامان:

اگر دنبال چیزی باشی ولی آن را پیدا نکنی و مادرت بیاید همان‌جا را بگردد قطعاً پیدا می‌کند
- قانون زندگی مورفی:

آیا زندگی شما نمونه خوبی از قوانین مورفی است؟
قانون تله (فیناگل): اگر بدترین زمان خراب شدن برای چیزی وجود داشته باشد، همان زمان است که خراب می‌شود.
قانون ساد:
قانون دیگری هم وجود دارد، موسوم به قانون ساد که معمولاً مترادف قانون مورفی تلقی می‌شود. قوانین مورفی را آمریکایی‌ها به کار می‌برند؛ در حالی که ساد بین انگلیسی‌ها محبوب‌تر است. البته در بحث‌های تخصصی بسیاری اصول ساد را وسیع‌تر از مورفی می‌دانند و معتقدند قوانین ساد بیشتر بر مسئلهٔ بخت و اقبال تأکید دارد. قوانین ساد می‌گویند بخت خوب یا بد بر قامت شخص دوخته شده:
- وقتی چیز بدون استفاده‌ای را دور می‌ریزی، بعد از مدت کوتاهی به آن شی نیاز پیدا می‌کنی.
- از دست دادن شنوایی برای همه نا گوار است اما این اتفاق دقیقاً برای آهنگساز مشهوری چون بتهوون رخ می‌دهد.
- به شهری دیگر مهاجرت می‌کنی؛ انگار فقط به این دلیل که آنجا با یک همشهری آشنا شوی و با او ازدواج کنی.
- قانون پیدا کردن: هرگاه دنبال چیزی هستید، آن را نخواهید یافت ولی وقتی دیگر دنبال آن چیز نیستید، آن را هربار خواهید یافت.

با این حال، خود کلمه ساد با توجه به معانی غیراخلاقی‌ای که داشت، منفور بود و مردم مورفی را جای آن به کار بردند.